# Вердерево
Вердерево — село в Скопинском районе Рязанской области, входит в состав Вослебовского сельского поселения.

## География
Село расположено в юго-западной части региона, в лесостепной зоне, в пределах Среднерусской возвышенности, в 7 км на северо-восток от центра поселения села Вослебово и в 10 км на северо-восток от райцентра города Скопина.

### Климат
Климат характеризуется как умеренно континентальный, с тёплым летом и умеренно холодной снежной зимой. Среднегодовая температура воздуха — 4,4 °C. Средняя температура воздуха самого холодного месяца (января) — −10,5 °C (абсолютный минимум — −41 °C); самого тёплого месяца (июля) — 20 °C (абсолютный максимум — 39 °C). Безморозный период длится около 140—145 дней. Среднегодовое количество осадков — 520—580 мм, из которых большая часть выпадает в период с апреля по октябрь. Снежный покров держится в течение 130 дней.

## История
Село Вердерево, прежде город Вердерев, упоминаемый в Воскресенской Летописи, данный великим князем Рязанским Олегом в числе прочих вотчин Солохмиру Мирославичу, по крещении принявшему имя Иоанна. По списку с Ряжских писцовых книг письма и меры Григория Киреевского с товарищи 1629—1631 годов село Вердерево писано за Иваном да за Михайлом Перовыми детьми Вердеревскими — старая их вотчина, а в нем церковь Рождества Ивана Предтечи. По окладным книгам 1676 года, находившаяся в том селе церковь именуется Богородицерождественскою, церковной пашни при ней было 10 четвертей в поле, сенных покосов на 30 копен. В приходе числилось 6 дворов помещиков, 217 дворов крестьянских, 28 бобыльских и всего, с 3 дворами притча, 254 двора. В конце XVII столетия число приходских дворов в селе Вердереве значительно уменьшилось, как видно из досмотра 1710 года старосты поповского села Лопатина попа Иосифа, в котором показано в селе Вердереве: 2 двора поповых, 2 двора пономарских и 169 дворов крестьянских. Причиною такого сокращения прихода было то, что «из Вердеревского прихода выселились две деревни Никольское да Ерлино, и в них построены церкви». В 1734 году показано только 86 дворов.
В 1835 году в селе Вердереве построена деревянная церковь, а вновь устроенный придел Никольский освящен в 1884 году. В 1861 году в селе Вердереве местным священником открыта была школа, помещавшаяся в доме Волостного правления.
В XIX — начале XX века село входило в состав Сергиевской волости Скопинского уезда Рязанской губернии. В 1906 году в селе было 165 дворов.
С 1929 года село являлось центром Вердеревского сельсовета Скопинского района Рязанского округа Московской области, с 1937 года — в составе Рязанской области, с 2005 года — в составе Вослебовского сельского поселения.

## Население
| 1859 | 1897 | 1906  | 2010 |
| ---- | ---- | ----- | ---- |
| 717  | ↗951 | ↗1011 | ↘454 |

## Достопримечательности
В селе расположена Рождество-Богородицкая церковь (1910)